# Геро (жриця)
Геро́ (грец. Gero) — персонаж давньогрецької міфології; жриця Афродіти із Сеста, в яку закохався Леандр.
За міфом Геро щоночі запалювала вогонь на вежі і чекала зустрічі з коханим, який перепливав протоку Геллеспонт (Дарданелли), орієнтуючись на запалений вогонь як на маяк. Але одної ночі вогонь раптово згас і Леандр не зміг доплисти до берега й потонув. Ранком Геро, побачивши тіло коханого, в розпачі кинулася у морську безодню.

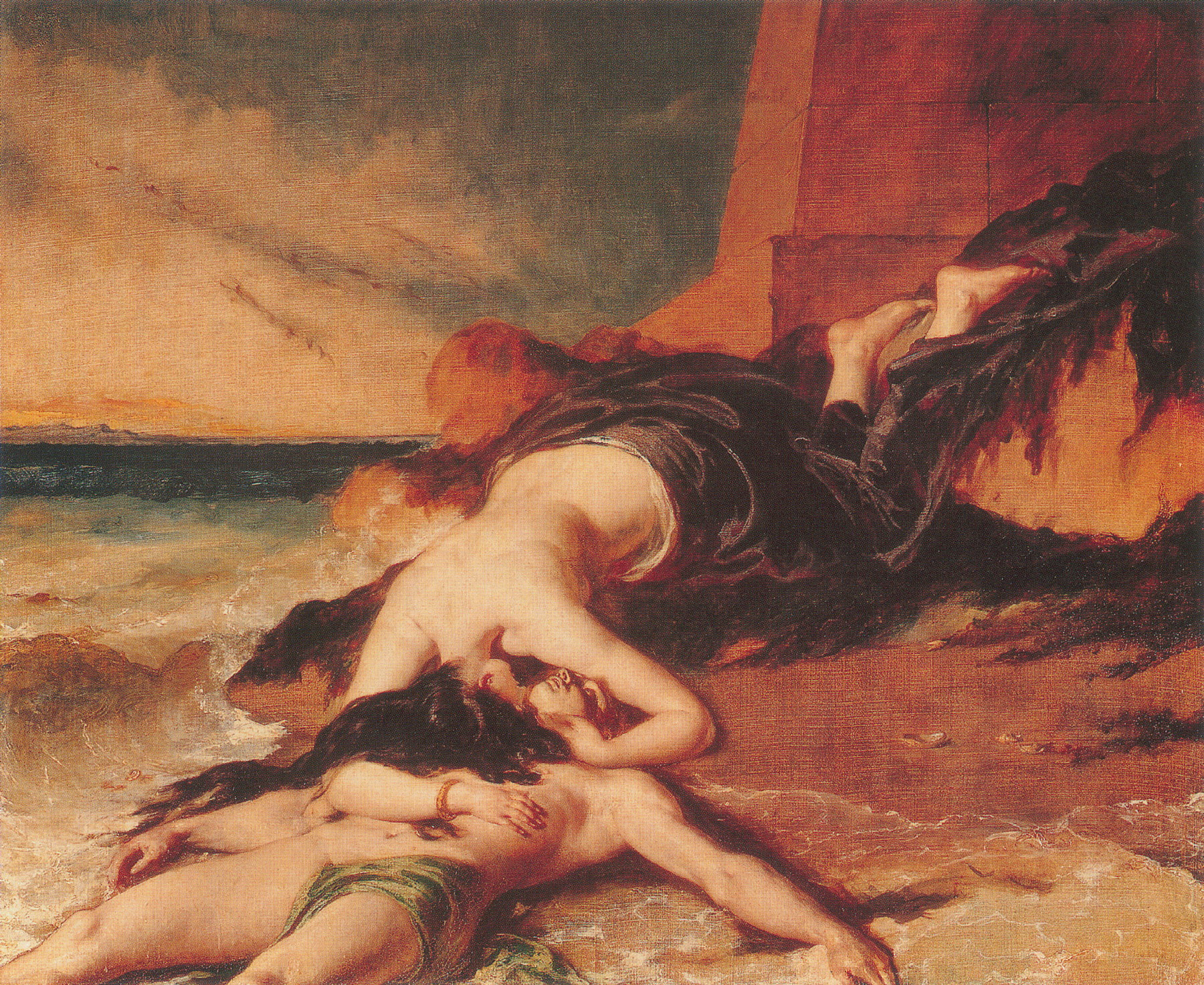
Вільям Етті «Геро і Леандр»

Міф про Геро має кілька варіацій та адаптацій. Неодноразово азнавав літературної обробки як в античні часи, так і у наш час.